# Karbóvanets

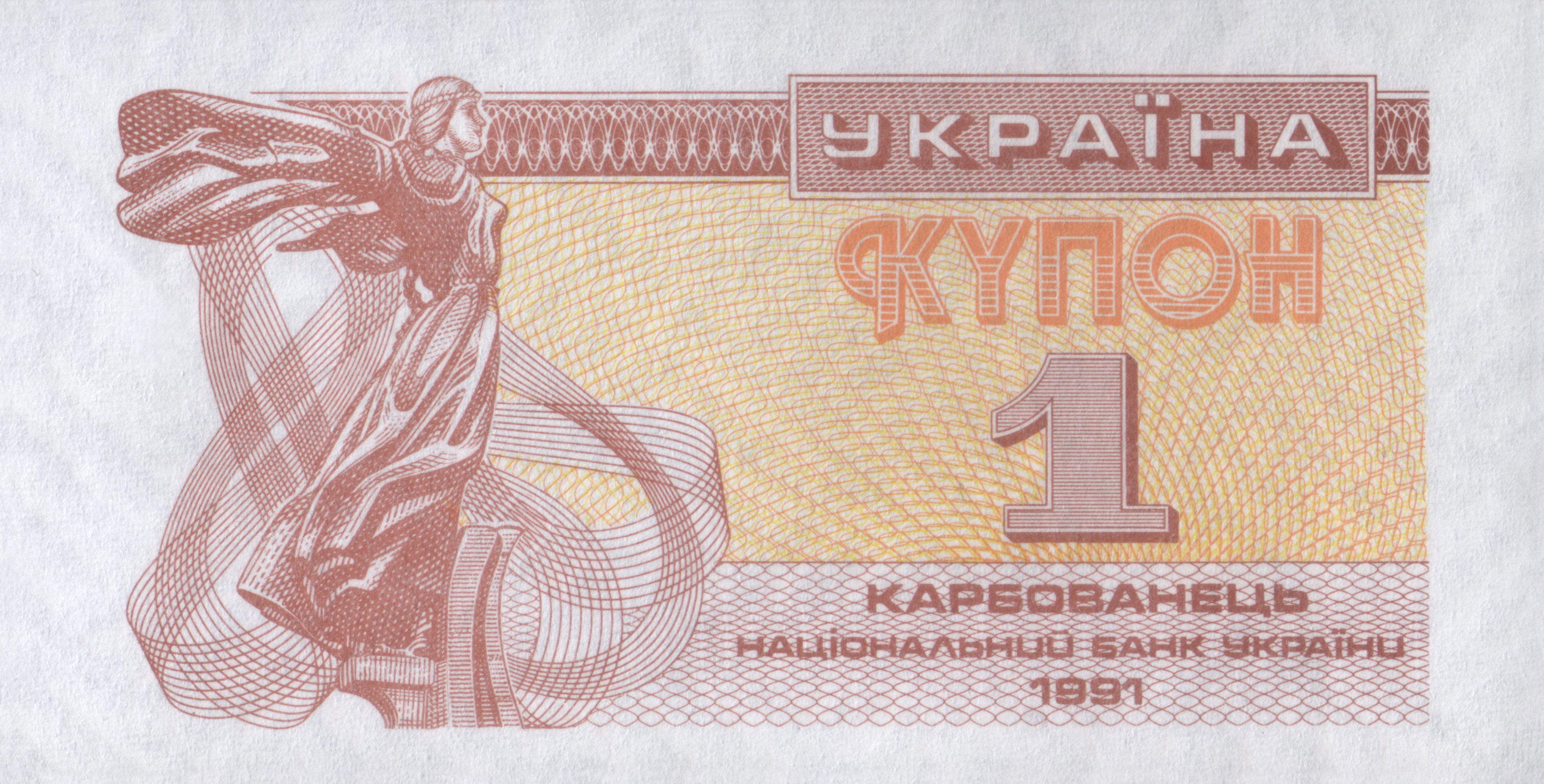
Cupó d'1 karbóvanets de 1991, en vigor un any més tard

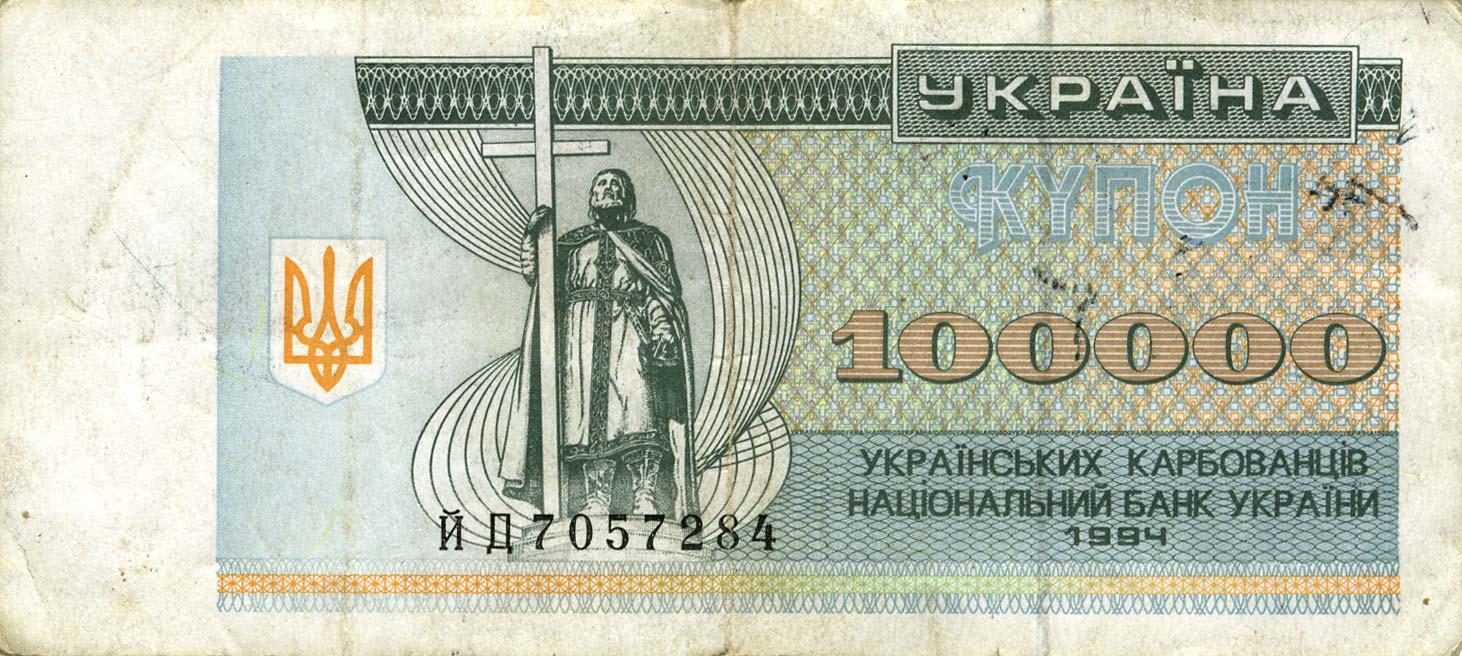
Cupó de 100.000 karbóvantsiv de 1994

El karbóvanets (en ucraïnès український карбованець, ukraïnski karbóvanets, o simplement карбованець, karbóvanets) fou la unitat monetària d'Ucraïna entre els anys 1917-1920, 1942-1945 i 1992-1996. Es dividia en 100 copecs o kopíok (копійок; en singular kopiika, копійка).
Amb el mateix nom es coneixia en ucraïnès el ruble soviètic.

## Etimologia
El nom karbóvanets es creu que prové d'una tradició de gravar (карбувати, karbúvati) nombres en una barra a l'hora de fer càlculs, o bé de les incisions al cantell d'una moneda. Té un origen similar al del mot rus рубль (rubl), és a dir, ruble.

## Història
- Primer karbóvanets (1917-1920): El karbóvanets fou la moneda que va adoptar la recentment creada República Popular d'Ucraïna (1917-1918). Es dividia en dues hrívnies (Гривня) o bé 200 xahs (Шаг). Van continuar emetent-se'n bitllets durant el govern de l'Estat d'Ucraïna, del general P.P.Skoropadski (1918), durant el Directori de Vinnitxenko i Petliura (1918-1920) i els primers temps de la República Socialista Soviètica d'Ucraïna (1919-1920). Fou substituït pel ruble soviètic.
- Segon karbóvanets (1942-1945): Durant l'ocupació alemanya d'Ucraïna a la Segona Guerra Mundial, el Govern nazi local (Reichskommissariat Ukraine) va emetre bitllets de karbóvanets (en alemany karbowanez), que va substituir el ruble soviètic a un canvi paritari 1:1. Tenia un canvi fix respecte al Reichsmark a raó de 10 karbóvantsiv per marc.
- Tercer karbóvanets (1992-1996): El novembre de 1990, a l'època del col·lapse de l'economia planificada soviètica, l'RSS d'Ucraïna va introduir cupons de karbóvanets com a reforç del ruble, necessaris per comprar aliments i productes de primera necessitat. El 10 de gener de 1992 el nou govern de la Ucraïna independent va substituir definitivament el ruble soviètic pel karbóvanets a un canvi paritari; la nova moneda tenia el codi ISO 4217 UAK i només se'n van emetre bitllets. Després d'una gran inflació, fou substituït per la moneda actual, la hrívnia, el setembre del 1996, a raó de 100.000 karbóvantsiv per hrívnia.